# Seznam ulic v Holáskách
Seznam ulic v Holáskách uvádí přehled ulic a veřejných prostranství na území evidenční části obce Holásky v Brně, která je územně totožná s katastrálním územím Holásky a tvoří část městské části Brno-Tuřany.

## Seznam
| Název             | Pojmenováno po             | Souřadnice                      | Obrázek | Commons          | RÚIAN   | Mapy.cz         |
| ----------------- | -------------------------- | ------------------------------- | ------- | ---------------- | ------- | --------------- |
| Javorová          | javor                      | 49°8′35″ s. š., 16°39′10″ v. d. |         |                  | 24759   | stre&id=79319   |
| K Jezerům         | Holásecká jezera           | 49°8′50″ s. š., 16°38′50″ v. d. |         |                  | 1384724 | stre&id=5185449 |
| Ledárenská        | ledárna                    | 49°9′8″ s. š., 16°38′42″ v. d.  |         | Ledárenská       | 26905   | stre&id=79535   |
| Na hrázi          | násyp                      | 49°8′37″ s. š., 16°39′8″ v. d.  |         |                  | 29122   | stre&id=79755   |
| Na návsi          | náves                      | 49°8′39″ s. š., 16°38′59″ v. d. |         | Na Návsi (Brno)  | 28371   | stre&id=79681   |
| Nenovická         | Brněnské Ivanovice         | 49°9′15″ s. š., 16°38′46″ v. d. |         |                  | 736422  | stre&id=146226  |
| Popelova          | Pavel Popela               | 49°9′17″ s. š., 16°38′50″ v. d. |         | Popelova         | 30058   | stre&id=79847   |
| Požární           | hasičská stanice           | 49°8′33″ s. š., 16°39′6″ v. d.  |         | Požární (Brno)   | 30163   | stre&id=79858   |
| Prodloužená       |                            | 49°9′6″ s. š., 16°38′49″ v. d.  |         |                  | 30244   | stre&id=79866   |
| Písníky           | písník                     | 49°8′38″ s. š., 16°39′27″ v. d. |         |                  | 700002  | stre&id=142939  |
| Pěnkinova         | Sergej Alexandrovič Pěnkin | 49°9′14″ s. š., 16°38′47″ v. d. |         |                  | 736414  | stre&id=146225  |
| Rolencova         | Jaroslav Rolenc            | 49°8′44″ s. š., 16°39′23″ v. d. |         | Rolencova (Brno) | 30881   | stre&id=79930   |
| Slavomila Janáčka | Slavomil Janáček           | 49°8′47″ s. š., 16°38′54″ v. d. |         |                  | 2830582 | stre&id=5197998 |
| Tomáše Krumla     | Tomáš Kruml                | 49°8′47″ s. š., 16°38′51″ v. d. |         |                  | 2830388 | stre&id=5197996 |
| U potoka          | potok                      | 49°8′41″ s. š., 16°38′54″ v. d. |         | U Potoka (Brno)  | 33766   | stre&id=80216   |
| V aleji           |                            | 49°8′54″ s. š., 16°38′54″ v. d. |         | V Aleji (Brno)   | 34134   | stre&id=80253   |
| V pískách         | lom                        | 49°8′40″ s. š., 16°39′15″ v. d. |         |                  | 34151   | stre&id=80255   |
| V tišině          | místo                      | 49°9′8″ s. š., 16°38′45″ v. d.  |         |                  | 34177   | stre&id=80257   |
| Výmlatiště        |                            | 49°8′46″ s. š., 16°38′48″ v. d. |         |                  | 1384741 | stre&id=5185450 |
| Widmannova        | Joseph Victor Widmann      | 49°9′14″ s. š., 16°38′44″ v. d. |         |                  | 736406  | stre&id=146224  |
| Zahrádky          | zahrada                    | 49°9′11″ s. š., 16°38′53″ v. d. |         |                  | 35327   | stre&id=80372   |
| Závětrná          | místo                      | 49°8′41″ s. š., 16°39′2″ v. d.  |         |                  | 700011  | stre&id=142940  |